# Карс
 Тази статия е за града в Турция.  За града във Франция вижте Карс (Франция).  За американската рок група вижте Карс (група).
Карс (на турски: Kars) е град, разположен в Североизточна Турция, административен център на едноименния вилает Карс.
Населението му наброява 130 361 жители (2000). Градът разполага с голяма железопътна гара и летище.
В Карс се намира Кавказкият университет (Kafkas Üniversiteti), който е голямо висше училище.

## История
През X – XI век е столица на арменското Карско царство. В края на XI век е превзет от Византия, а по-късно – от селджуците. През XII век, заедно с части от Северна Армения, влиза в състава на Грузинското царство.
Завладян е от Османската империя през XVI век, която го превръща в опорна точка за налагане на влияние в Закавказието.
По време на руско-турските войни през XIX век крепостта на Карс е сред главните обекти на военните действия, провеждани в района на Кавказ:
- 1807 г. – руските войски безрезултатно атакуват крепостта;
- 1828 г. – градът е превзет с щурм;
- 1855 г. – турският гарнизон отбива атаките на руските войски, но след 3-месечна обсада капитулира от глад;
- ноември 1877 г. – градът е завзет от руските войски.

Преминава към Русия по силата на Санстефанския мирен договор от 1878 г.
През май 1918 г., след излизането на Русия от Първата световна война, градът е окупиран от турската армия, а след поражението на Турция във войната е завзет от войските на Първата арменска република. Влиза в състава на Турция по силата на Карския договор от 1921 г.

## Карска крепост
Карската крепост (турски: Kars Kalesi) е построенна на върха на скалист хълм с изглед към Карс. Стените му датират от Багратидския арменски период (приблизително към 13 век), когато Карс е бил управляван от Закаридската династия. На няколко от стените на крепостта има нарисувани големи кръстове, като на нейната най-източна кула има и написан текст на арменски език.
По време на войната с Персия в края на 16 век османският султан Мурад III възстановява голяма част от стените на крепостта.
Към началото на 19 век крепостта е загубила голяма част от своята защитна цел и външните защитни стени, които са строени да обкръжат Карс, са почти разрушени. Те се оказват особено полезни при обсадата на Карс през 1855 г.